# ニュージーランド国王
ニュージーランド国王（ニュージーランドこくおう、英語: Monarchy of New Zealand）は、ニュージーランド王国（ニュージーランドのほか、ニウエおよびクック諸島を含む）の元首たる君主である。イギリス国王が兼位する。
現在の国王は、イギリス国王であるチャールズ3世（第6代）。

## 概要
通常はニュージーランド総督がその業務を代行し、チャールズ3世はニュージーランド訪問時にのみニュージーランド国王として振舞う。
チャールズ3世のニュージーランド国王としての正式な称号は、1974年国王称号法（Royal Titles Act 1974） 第2条によると、
Charles the Third, by the Grace of God, King of New Zealand and His Other Realms and Territories, Head of the Commonwealth, Defender of the Faith

神の恩寵による、ニュージーランドならびにその他の諸王国および諸領土の国王、コモンウェルス首長、信仰の擁護者、チャールズ3世
である。

## 国王の一覧
| 代  | 国王（女王）               | 国王（女王） | 出身家                         | 在任期間                       | 在任期間     | 備考 |
| --- | -------------------------- | ------------ | ------------------------------ | ------------------------------ | ------------ | ---- |
| 001 | エドワード7世 Edward VII   |              | ザクセン＝コーブルク＝ゴータ家 | 1907年9月26日 - 1910年5月6日   | 2年 + 222日  |      |
| 002 | ジョージ5世 George V       |              | ザクセン＝コーブルク＝ゴータ家 | 1910年5月6日 - 1917年7月17日   | 25年 + 259日 |      |
| 002 | ジョージ5世 George V       | ウィンザー家 | 1917年7月17日 - 1936年1月20日  | 家名改称                       | 25年 + 259日 |      |
| 003 | エドワード8世 Edward VIII  |              | ウィンザー家                   | 1936年1月20日 - 1936年12月11日 | 326日        | 退位 |
| 004 | ジョージ6世 George VI      |              | ウィンザー家                   | 1936年12月11日 - 1952年2月6日  | 15年 + 57日  |      |
| 005 | エリザベス2世 Elizabeth II |              | ウィンザー家                   | 1952年2月6日 - 2022年9月8日    | 70年 + 214日 |      |
| 006 | チャールズ3世 Charles III  |              | ウィンザー家                   | 2022年9月8日 - （在位）        | 2年 + 198日  |      |